# Европейская консультативная комиссия
Европейская консультативная комиссия (англ. European Advisory Commission), ЕКК — орган выработки совместных решений стран-союзников, членов антигитлеровской коалиции, в конце Второй мировой войны, созданный в соответствии с решением Московской конференции 1943 года министров иностранных дел Великобритании, Советского Союза и Соединённых Штатов Америки  .
Европейская консультационная комиссия приступила к своей работе в Лондоне в декабре 1943 года. Советский Союз в комиссии представлял посол СССР в Великобритании Ф.Т. Гусев, Соединённые Штаты - посол США в Великобритании Д.Г. Вайнант, Великобританию - зав. Центрально-Европейским департаментом МИД У. Стрэнг. С ноября 1944 года в состав комиссии вошёл представитель Франции, комиссар по иностранным делам Французского комитета по делам национального освобождения Р. Массильи.
За время своей работы ЕКК предложила правительствам стран антигитлеровской коалиции решение следующих вопросов послевоенного устройства Европы:
- Предложение по разделу Германии на три оккупационные зоны, каждая из которых контролируется государством-победителем.
- Создание Союзного Контрольного совета.
- Выработка решений Контрольного совета на основе консенсуса .
- Раздел Берлина на три сектора.
- Раздел Австрии и Вены на оккупационные зоны.
- Создание Союзной контрольной комиссии по Австрии.
- Проект соглашения о безоговорочной капитуляции Германии.
- Предложения по контролю оборудования для администрации.
- Создание Союзной контрольной комиссии для Италии.

Работа Европейской консультативной комиссии обсуждалась на Ялтинской конференции в 1945 году, где было принято решение предоставить Франции место в комиссии, а также о выделение Франции зоны оккупации в Германии за счет оккупационных зон Великобритании и США. Франция также получила свою зону оккупации в западной части Австрии.
С 5 июня 1945 года Европейская консультативная комиссия в течение непродолжительного времени осуществляла полный контроль над Германией. В состав  комиссии были включены от СССР маршал Жуков, от США генерал  Эйзенхауэр, от Великобритании фельдмаршал Монтгомери. Комиссия определила территорию Германии в пределах, существовавших по состоянию на 31 декабря 1937 года за вычетом той части территории, которая была  передана Польше и Советскому Союзу. Территория Германии была разделена на четыре оккупационные зоны, власть на которых осуществляли американская, британская, советская и французская военные администрации Берлин также был разделён на четыре сектора. Европейская консультативная комиссия вплоть до окончания Потсдамской конференции была номинально высшей властью в Германии, а фактически властные полномочия на территории оккупационных зон осуществляли военные администрации четырёх государств.
Комиссия действовала с декабря 1943 по август 1945 года. Комиссия была распущена в соответствии с решением Потсдамской конференции.